# Bnei Zion
Bnei Zion (en hebreo: בְּנֵי צִיּוֹן‎, Hijos de Sion) es un moshav en el Distrito Central de Israel. Ubicado en la Llanura del Sharon, a cuatro kilómetros y medio al norte de Ra'anana y Kfar Saba, pertenece a la jurisdicción del Concejo Regional Hof HaSharon. En 2008 tenía una población de 1.230 habitantes.

## Fundación
El poblado fue fundado el 27 de marzo de 1947 por la Agencia Judía, llamándose inicialmente Gva'ot Raanana (en hebreo: גבעות רעננה‎, Colinas de Ra'anana) y posteriormente fue renombrado por el actual Bnei Zion.